# Electra
Az Electra az amerikai Dio heavy metal zenekar tizenharmadik, egyben utolsó kislemeze. A Tournado Box Set részeként jelent meg, nem sokkal Ronnie James Dio halála előtt. Az Electra az együttes utolsó rögzített dala.

## Háttér
Egy interjújában Ronnie elárulta, hogy készíti a Magica trilógia második és harmadik részét. Az Electra ezen két album valamelyikén szerepelt volna. Eredetileg az együttes európai turnéján debütált volna, ám a turnét törölték, mivel Ronnie James Dionál gyomorrákot diagnosztizáltak.

## Közreműködők

### Dio
- Ronnie James Dio – ének
- Doug Aldrich – gitár
- Rudy Sarzo – basszusgitár
- Simon Wright – dob
- Scott Warren – billentyűk

### Produkció
- Wyn Davis – hangmérnök
- Brett Chassen – hangmérnökasszisztens
- Adam Arnold – hangmérnökasszisztens